# Zahia Dahel Hebriche
Zahia Dahel Hebriche (Annaba, 11 de febrer de 1952) és una escultora i pintora algeriana. Va obtenir el primer premi de les medalles de Mèrit i el primer premi d'honor del president. Va estudiar Belles arts a les Escoles Nacionals (ENBA) de Constantina i Alger (1969). És professora de dibuix a Guelma, ciutat en la qual va presentar una exposició el 1985.